# Antonio Cesti
Antonio Cesti o Marc'Antonio Cesti, con nombre de nacimiento Pietro Cesti (bautizado el 5 de agosto de 1623 - 14 de octubre de 1669), fue un compositor de ópera italiano, además de tenor y organista. Según Grove Music Online, fue «el músico más popular de su generación».

## Biografía
Antonio Cesti nació en Arezzo, una ciudad en la Toscana italiana. Se desconoce su fecha de nacimiento exacta, pero su fecha de bautismo fue el 5 de agosto de 1623 y recibió el nombre de Pietro. Estudió con varios músicos locales. En 1637 ingresó en la Orden Franciscana y realizó el cambio de su nombre a Antonio o Marc'Antonio. Debido a su educación religiosa, su formación musical la recibió de manos de Antonio-Maria Abbatini en Roma y Città di Castello (1637-1640) y con Giacomo Carissimi en Roma (1640-1645).

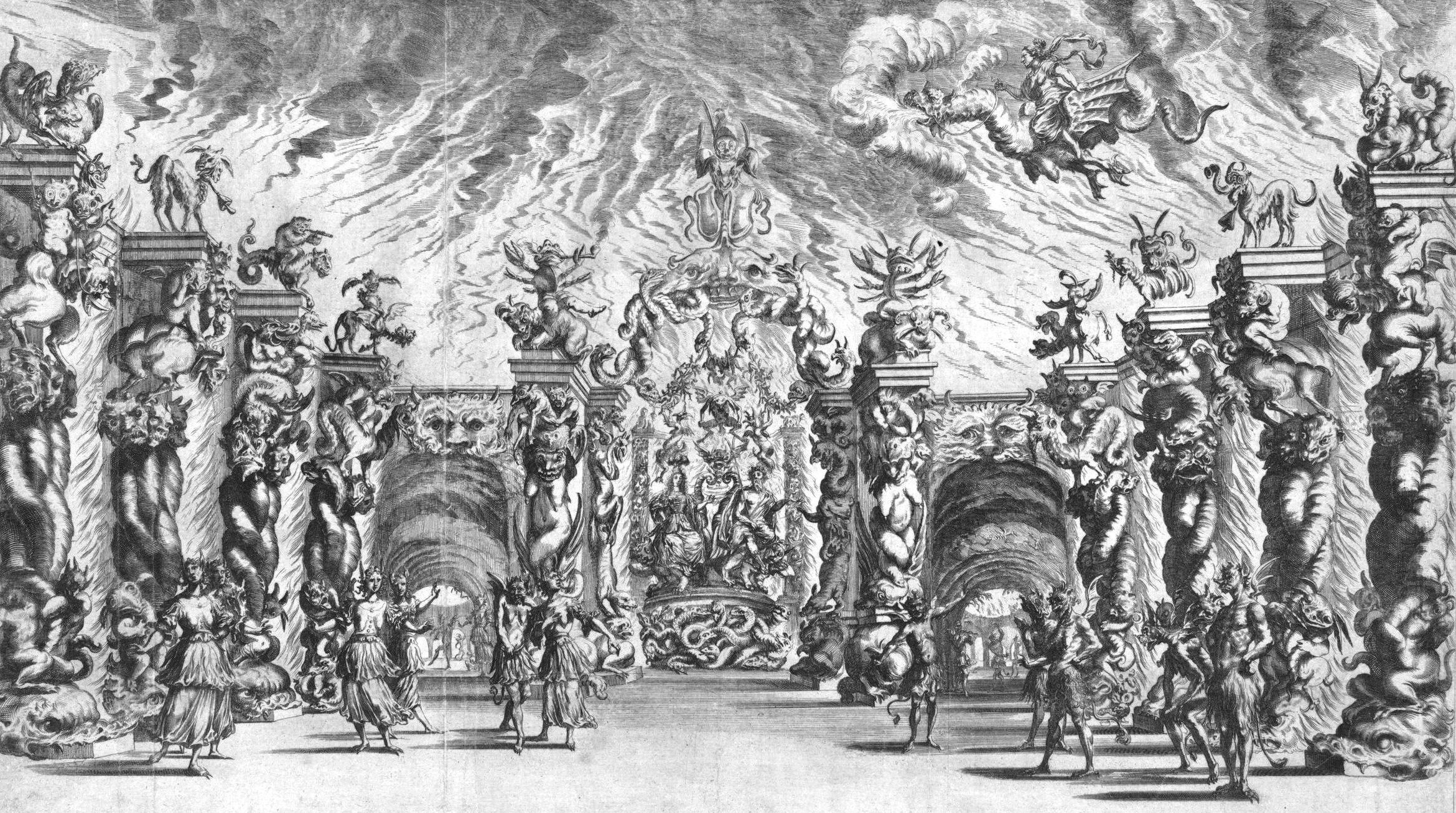
Escenografía para Il pomo d'oro, ópera de Antonio Cesti compuesta en 1668.

Fue maestro de capilla en la catedral de Volterra desde 1645 hasta 1649. Durante su estancia en la ciudad se centró sobre todo en la composición de música secular, probablemente debido al mecenazgo de la poderosa familia Médici. También entabló contacto con Salvator Rosa, que escribió libretos para varias cantatas de Cesti. Hacia 1650 Cesti fue ordenado monje y su éxito como cantante y compositor de óperas le produjo un conflicto y fue reprendido oficialmente. En 1652 entró a trabajar en Innsbruck para el archiduque Fernando Carlos, puesto en el que permanecería hasta 1659. Después de trabajar como maestro de capilla en algún lugar de Florencia, entró a formar parte de la corte papal en 1660 como cantor. En 1666 se convirtió en segundo maestro de capilla en Viena. Tras su retorno a Italia en 1668, ocupó el puesto de maestro de capilla en Florencia y falleció el 14 de octubre de 1669 en Venecia.

## Análisis musical

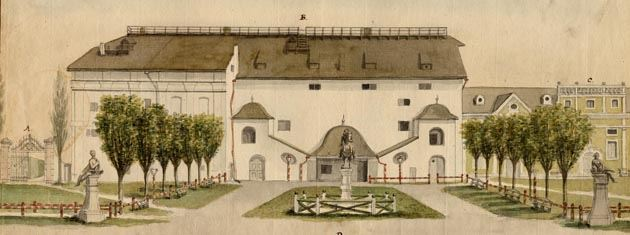
El Teatro de la Corte de Innsbruck

Cesti fue, junto a Pier Francesco Cavalli, el compositor más importante de la escuela veneciana. Es conocido principalmente como compositor de óperas, ya que compuso más de cien. Las más famosas de ellas fueron La Dori (Venecia, 1663), Il pomo d'oro (Viena, 1668) y Orontea (1656). Il pomo d'oro (La manzana de oro) fue representada para la boda del emperador Leopoldo I. Esta ópera es mucho más elaborada que las óperas venecianas de la época, incluyendo una gran orquesta, numerosos coros y varios dispositivos mecánicos usados para escenificar la bajada de Dios desde el cielo (Deus ex machina), batallas navales y tormentas. Orontea fue representada 17 veces en los siguientes treinta años, convirtiéndose en la ópera representada más frecuentemente del continente en esa mitad del siglo. Incluso Samuel Pepys poseyó una copia de la partitura.
Cesti también compuso cantatas de cámara y sus óperas tienen un estilo delicado y puro en sus airosos, más adaptadas a la música de cámara que al escenario. Además, sus óperas contienen recitativos y ariosos, arias de formas muy diversas, coros y pasajes instrumentales. Compuso según el estilo del bel canto del siglo XVII y sus composiciones estuvieron fuertemente influidas por su carrera como cantante profesional. La escritura musical de Cesti se debe en gran parte a la emergente tonalidad de la época. Otra de las características de su estilo musical es su suave desarrollo melódico y las melodías cantables. Compuso también más de 60 cantatas y motetes.

## Obras
- Orontea (Venecia 1649, revisado en Innsbruck 1656, Libreto: Hiacinto Andrea Cicognini, editado por Filippo Apolloni)
- Alessandro vincitor di se stesso (Venecia 1654, Libreto: Francesco Sbarra)
- Cesare Amante (Venecia 1651, Libreto: Varotari)
- Cleopatra (Innsbruck 1654, Libreto: Varotari)
- Argia (Innsbruck 1655, Libreto: Apolloni)
- Venere cacciatrice (Innsbruck 1659, Libreto: Sbarra, perdido)
- Dori (Innsbruck 1657, Libreto: Apolloni)
- La Magnanimità d’Alessandro (Innsbruck 1662, Libreto: Sbarra)
- Tito (Libreto: Nicolò Beregan; Venecia 1666)
- Semirami (Viena 1667, Libreto: Moniglia)
- Il pomo d'oro (Viena 1668, Libreto: Sbarra)